# John Couch Adams
<nowiki>
John Couch Adams FRS FRSE FRAS (/kuːtʃ/; ngày 5 tháng 6 năm 1819 - ngày 21 tháng 1 năm 1892) là một nhà toán học và thiên văn học người Anh. Adams sinh ra ở Laneast, gần Launceston, Cornwall và qua đời tại Cambridge.
Thành tích của ông nổi tiếng nhất là dự đoán sự tồn tại và vị trí của Sao Hải Vương, chỉ sử dụng phương pháp toán học. Các tính toán đã được thực hiện để giải thích sự khác biệt với quỹ đạo của Sao Thiên Vương và định luật của Kepler và Newton. Đồng thời, nhưng không rõ với nhau, cùng các tính toán đã được thực hiện bởi Urbain Le Verrier. Le Verrier sẽ hỗ trợ các nhà thiên văn học quan sát Berlin Johann Gottfried Galle trong việc định vị các hành tinh vào ngày 23 tháng 9 năm 1846, được tìm thấy trong phạm vi 1°Của vị trí dự đoán của nó, một điểm trong chòm sao Bảo Bình.